# Messestadion Dornbirn
Le Messestadion Dornbirn est une patinoire située à Dornbirn en Autriche. 

## Description
Elle ouvre en 1999.
La patinoire accueille notamment l'équipe de hockey sur glace du Dornbirner EC de l'EBEL. La patinoire a une capacité de 4 270 spectateurs.